# Långnäbbad smygsångare
Långnäbbad smygsångare (Locustella major) är en fågel i familjen gräsfåglar inom ordningen tättingar.

## Kännetecken

### Utseende
Långnäbbad smygsångare är en 14 cm lång oansenlig brun fågel. Jämfört med sina släktingar har den en relativt lång näbb och stjärt. Ovansidan är brun och undersidan vitaktig med viss fläckning på strupe och bröst. Undre stjärttäckarna saknar fläckar.

### Läte
Sången är mycket monoton, ett upprepat pika-pika-pika-....

## Utbredning och systematik
Långnäbbad smygsångare delas in i två underarter med följande utbredning:
- Bradypterus major major – nordvästra Himalaya i norra Pakistan (Khagandalen och Gilgit) och nordvästra Indien (nordöstra Kashmir, Ladakh och Zaskar
- Bradypterus major innae – västra Kina (Kunlun Shan och västra Altun Shan i västra och södra Xinjiang)

Utbredningsområdet vintertid är okänt, men tros röra sig till lägre nivåer.

### Släktestillhörighet
Arten placerades tidigare i Bradypterus, men har liksom övriga asiatiska arter i släktet visat sig stå närmare Locustella och inkluderas numera däri.

### Familjetillhörighet
Gräsfåglarna behandlades tidigare som en del av den stora familjen sångare (Sylviidae). Genetiska studier har dock visat att sångarna inte är varandras närmaste släktingar. Istället är de en del av en klad som även omfattar timalior, lärkor, bulbyler, stjärtmesar och svalor. Idag delas därför Sylviidae upp i ett flertal familjer, däribland Locustellidae.

## Levnadssätt
Fågeln häckar vanligtvis i bergstrakter mellan 2.400 och 3.600 meters höjd, på öppna sluttningar i terrasserad jordbruksmiljö, låga buskmarker och frodiga gräsmarker, ofta nära skogskanter. I Himachal Pradesh har den setts i äppelodlingar och gräsytor intill fuktig tempererad ekskog (Quercus leucotrichophora) vid ungefär 1.200 meters höjd.
Arten häckar från mitten av juni till slutet av juli. Den bygger en djup skål av torrt gräs som placeras på eller nära marken. Liksom sina släktingar håller den sig väl dold och lever av insekter.

## Status och hot
Denna fåtaliga art har ett relativt litet utbredningsområde och är kräsen i sina biotopval, och tros därför ha en liten världspopulation. Den tros också minska i antal på grund av förändringar i dess levnadsmiljö. Internationella naturvårdsunionen IUCN kategoriserar den därför som nära hotad. Arten är dåligt känd och oregelbundet påträffad, vilket till viss del kan bero på dess tillbakadragna natur och utbredningsområdets otillgänglighet.